# Mahasti

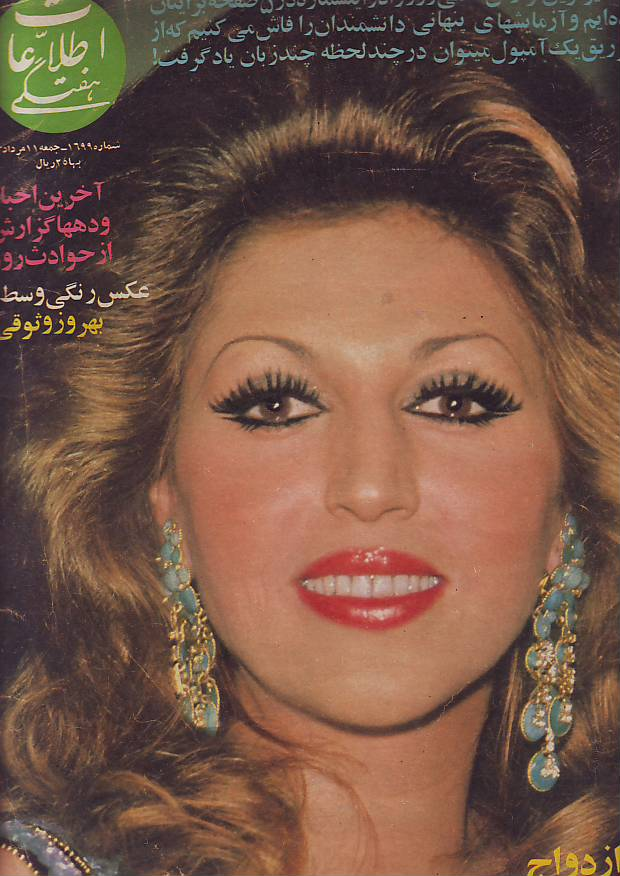
Mahasti auf einem iranischen Magazin (1974)

Mahasti (persisch مهستی Mahastī; geboren als Khadijeh Eftekhar Dadehbala; * 16. November 1946 in Teheran, Iran; † 25. Juni 2007 in Santa Rosa, USA) war eine iranische Sängerin.

## Leben und Karriere
Mahasti war die jüngere Schwester der ebenfalls bekannten Sängerin Hayedeh. Der in Iran berühmte Komponist und Instrumentalist klassischer persischer Musik, Parviz Yahaghi, wurde frühzeitig auf sie aufmerksam, so dass ihre Karriere als Sängerin bei Golhaye Rangarang (persisch گلهاى رنگارنگ, DMG gol-hā-ye rang-ā-rang, ‚Die vielfarbenen Blumen/Rosen‘), dem bekanntesten klassisch-persischen Musikprogramm im Staatsrundfunk Radio Teheran, ihren Anfang nahm.
Für ihre ebenfalls mehr als 40 Jahre währenden Auftritte als Sängerin populärer persischer Musik wurde sie im Jahr 2005 mit der Auszeichnung „Persian Female Pop-Classic Vocalist of Excellence“ durch die „World Academy of Arts, Literature and Media“ geehrt. Mahasti veröffentlichte mehr als 35 Alben.
Nach der iranischen Revolution 1978/1979 emigrierte sie nach Großbritannien und einige Jahre später in die USA. Sie starb im Alter von 60 Jahren an Krebs.

## Diskografie

### Singles (Auswahl)
- Fadat Sham
- Bia Benevisim
- Benevis
- Delam Tangeh
- Mitarsam
- Shayad
- Az Khoda Khasteh
- Zendegi
- Meykhooneh Bisharabeh
- Dele Kuchulu (mit Anoushiravan Rohani)